# Porcellio cruentatus
Porcellio cruentatus là một loài chân đều trong họ Porcellionidae. Loài này được Koch miêu tả khoa học năm 1901.